# Usine du Gol
Ne doit pas être confondu avec Usine de Gol-les-Hauts.
Pour un article plus général, voir Habitation du Gol.
L’usine du Gol est une usine sucrière de l’île de La Réunion, département d'outre-mer français. Elle est située à Saint-Louis, à l'emplacement de l'ancienne habitation du Gol. Elle est aujourd'hui la plus moderne et la plus productive des deux usines de l'île, et la plus grande unité de production de canne à sucre d'Europe.

## Histoire

### L'habitation sucrière du XIXe siècle

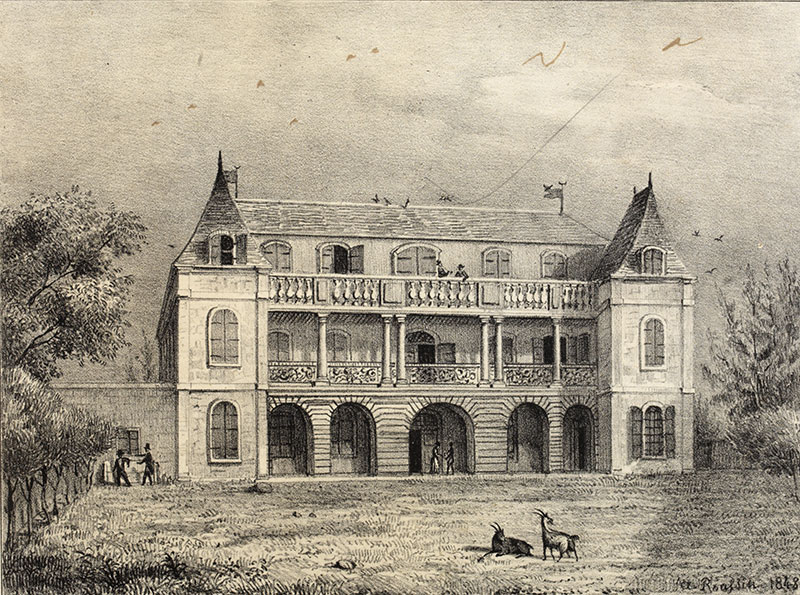
Château du Gol, maison des maîtres de l'habitation du Gol.

Juste après la restitution par les Anglais de l'île Bourbon à la France, une usine sucrière est créée en 1816 sur une parcelle de l'habitation du Gol, par de riches Mauriciens à la recherche d'affaires dans l'île : Auguste Blaize de Maisonneuve (1786-1818), Henry-Marie Salaün de Kerbalanec (1750-1832) et Jean-Baptiste Couve de Murville.
Au mois de février 1848, à la veille de l’abolition définitive de l’esclavage du 27 avril, 660 esclaves se trouvent sur l'habitation du Gol, dont la plupart dans le camp du Gol, non loin de la route nationale. Ce nombre est de très loin supérieur aux chiffres recensés dans l'habitation Desbassayns ou ceux du domaine du Chaudron, environ 300 à 400 esclaves chacun.
Puis, la Deuxième République abolit définitivement l'esclavage par décret en 1848. Cette abolition s'accompagne toutefois de l'indemnisation des propriétaires esclavagistes. Le propriétaire de l'habitation du Gol, Jean-François Placide Fortuné Chabrier, touche ainsi, en 1849, la somme de 376 791 Francs en compensation du préjudice financier causé par l'affranchissement de tous ses esclaves.

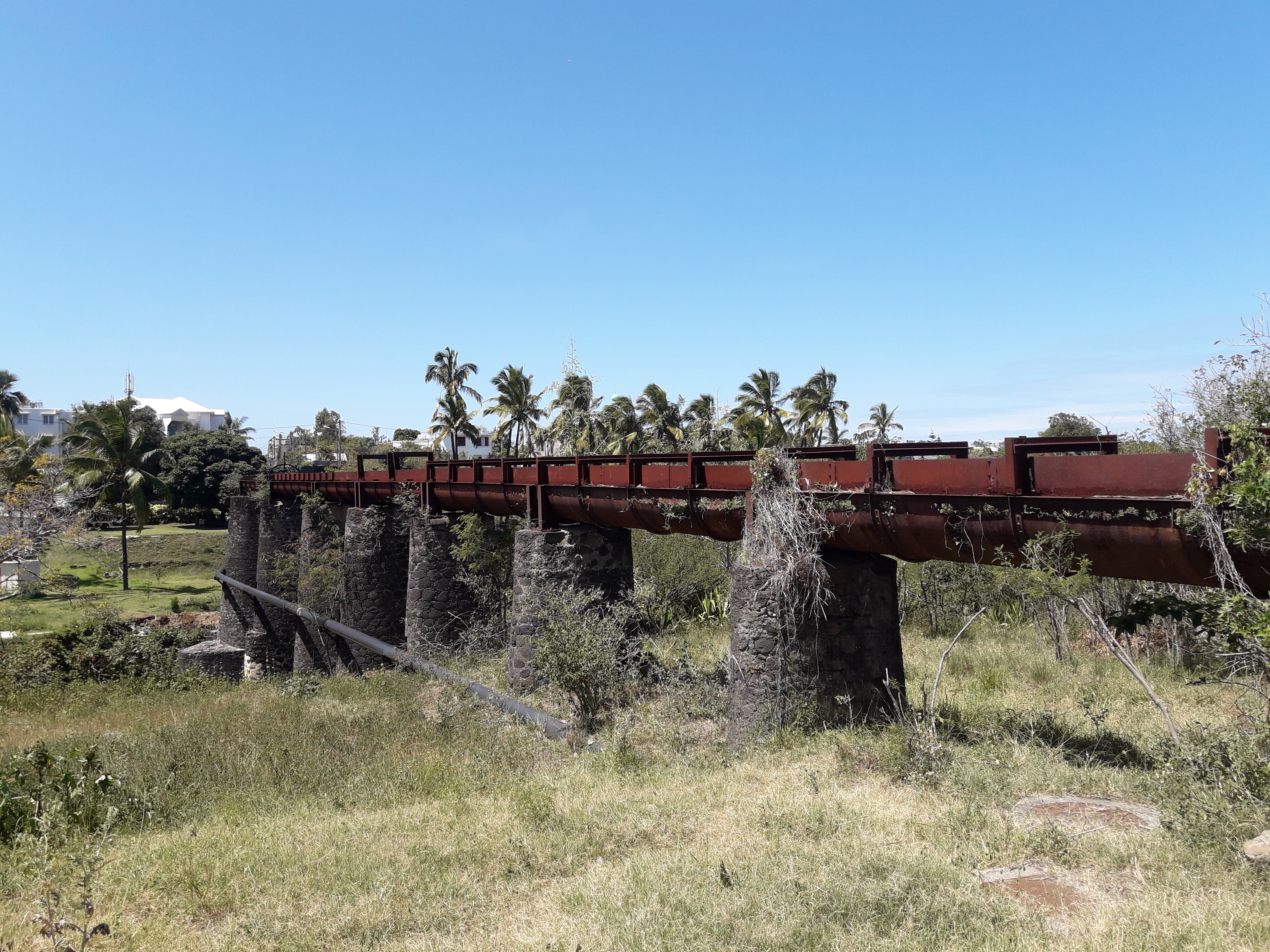
L'aqueduc du Gol, reconstruit à la fin du XIXe siècle, a alimenté l'usine en eau depuis la rivière Saint-Étienne jusqu'en 1985.

### L'usine au XXe siècle
En 1905, le puissant sucrier Robert Le Coat de Kerveguen, acquiert l'établissement, le transforme les années suivantes, et le conserve jusqu'en 1920, date à laquelle il cède l'affaire à la Compagnie Foncière de Maurice-Réunion Limited. Mal acceptée par les planteurs locaux, cette société est contrainte de s'en séparer en 1922 au profit de Léonus Bénard.
En 1929, sur les 14 usines de l'île, le Gol manipule la plus grande quantité de cannes (76 285 tonnes sur 499 624 tonnes) et produit la plus grande quantité de sucre.

## Activités

### Extraction de sucre de canne

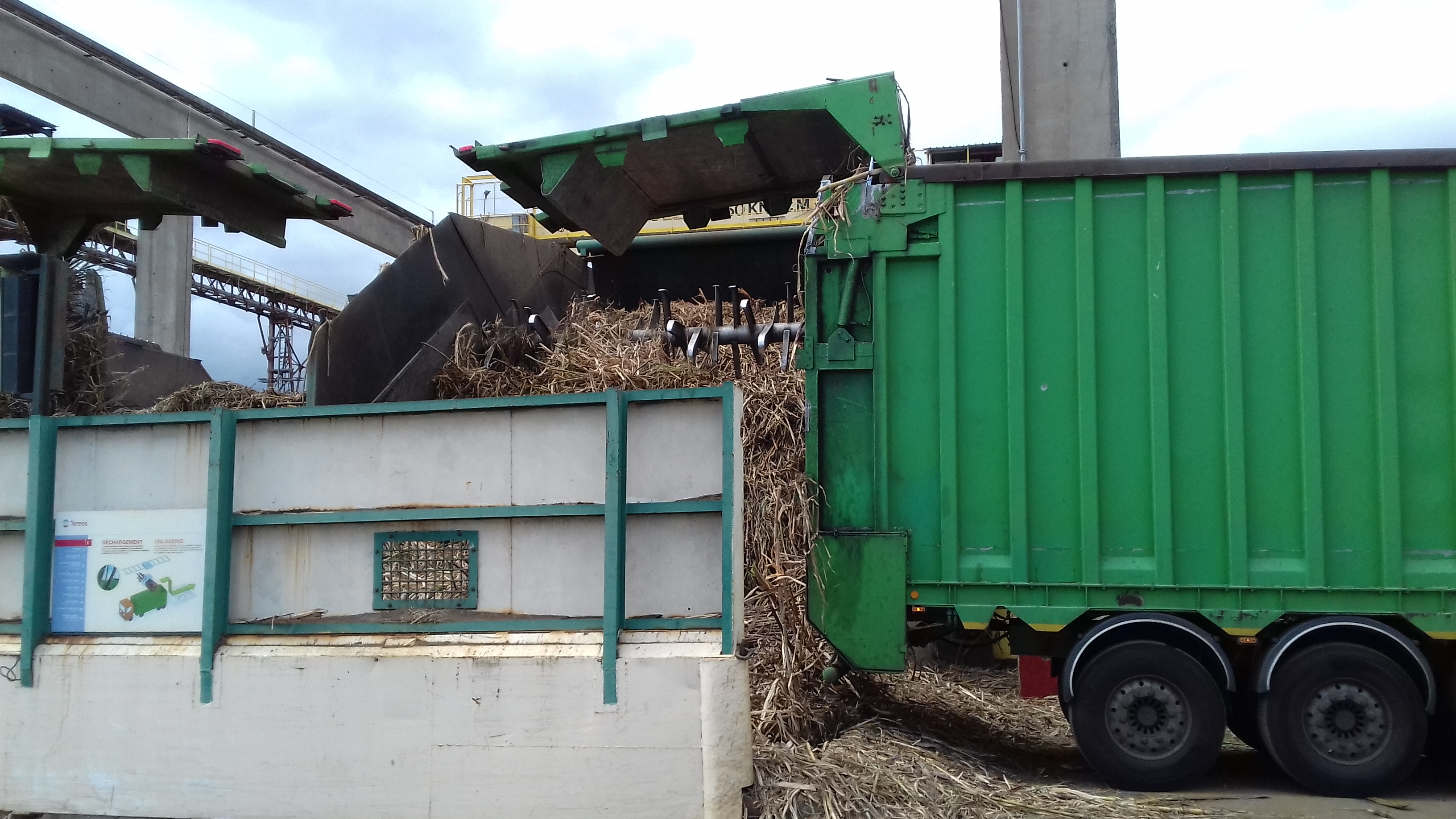
Déchargement de la canne à sucre à l'usine du Gol à Saint-Louis

Située sur le territoire de la commune de Saint-Louis, au cœur de la plaine du Gol, elle constitue l’une des deux dernières installations de ce type encore en fonctionnement sur l’île, l’autre étant l’usine de Bois Rouge à Saint-André. Ce faisant, elle reçoit et extrait le sucre de l’ensemble des cannes récoltées sur la côte-sous-le-vent de La Possession à Saint-Philippe, et transportées par cachalot.

### Production d'énergie
L'usine utilise aussi la bagasse résultant de la transformation de la canne pour produire de la vapeur pour le traitement de la canne, mais également de l'électricité pendant la campagne sucrière, selon le principe de la cogénération. Cette production d'énergie à partir de biomasse représente 15 à 18 % de la production annuelle.
En dehors de la période sucrière, c'est le charbon qui est utilisé pour produire de l'électricité. Sa puissance installée est de 122 MW et elle a produit 769 GWh en 2007. Le recours au charbon est en cours de conversion à la biomasse, grâce à un partenariat d'Albioma (exploitant de la partie énergétique) avec l'office national des forêts et le recours à l'importation. Son caractère stratégique pour l'économie de l'île explique que des entraînements militaires antiterroristes s'y déroulent.